# Jacob Niclas Ahlström

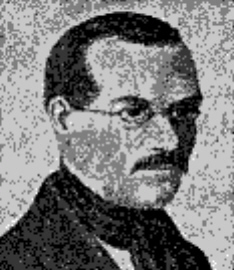
Jacob Niclas Ahlström

Jacob Niclas Ahlström (* 5. Juni 1805 in Visby; † 14. Mai 1857 in Stockholm) war ein schwedischer Kapellmeister, Organist und Komponist.

## Leben
Jacob Niclas Ahlström begann früh, als Musiker zu arbeiten. Sein 1824 an der Universität Uppsala begonnenes Studium konnte Ahlström wegen Geldmangels nicht zu Ende führen und schloss sich deshalb einer fahrenden Theatergruppe an. Von 1832 bis 1842 lebte er als Domorganist und Musiklehrer in Västerås und war danach bis zu seinem Tode Theaterkapellmeister und Organist in Stockholm. Von 1842 bis 1854 arbeitete er am Neuen Theater in Stockholm1845 gab er ein Konzert in Berlin mit schwedischen Volksweisen und -tänzen.

## Werke (Auswahl)
Ahlström komponierte zwei Opern zu Libretti von Frans Hedberg, über hundert Schauspielmusiken (u. a. zu Agne, Positivhataren, Ringaren i Nôtre Dame, Hinko und Urdur), eine Vokalsinfonie, Klavierkonzerte, Kammermusik und Lieder. Gemeinsam mit Per Conrad Boman gab er die Svenska folksånger, folkdanser och folklekar heraus, die bekannteste der im 19. Jahrhundert erschienenen Volksliedsammlungen in Schweden. Außerdem gab er seit 1852 das Musikalische Taschenbuch (schwedisch Musikalisk fickordbok) heraus, das in mehreren Auflagen erschien.
- Musikalisk fick-ordbok till tjenst för tonkonstnärer och musikvänner [Musikalisches Taschenbuch für Tonkünstler und Musikliebhaber], 1843 (schwedisch) OCLC 186809087
- Positivhataren, Lustspiel mit Gesang in vier Akten, Text: August Blanche, Schauspielmusik, 1843 OCLC 227523280
- Kröningsdagen, [Der Krönungstag], Schauspiel mit Chören und Couplets in einem Akt, Text: August Blanche, Rylander, Stockholm, 1844 OCLC 227523280
- 1844-1845, szenische Zauberei in einem Akt mit Chören und Couplets, Text: August Blanche, Rylander, Stockholm, 1845 OCLC 937090582
- Femhundra riksdaler banko [Fünfhundert Reichstaler banko], Komödie in zwei Akten, mit Refrains und Couplets, Text: Mauritz Cramær, Stockholm, 1846 OCLC 936715334
- Års-revyn, eller det afbrutna ordenskapitlet [Jahresrückblick oder das unterbrochene Ordenskapitel], Zufallsspaß in einem Akt, mit Melodrama, Chören und Couplets, Text: Mauritz Cramær, aufgeführt am Kleinen Theater in Stockholm am 1. Januar 1847 OCLC 938476394
- Polkander i Stockholm [Polkander in Stockholm], Lustspiel mit Gesang in einem Akt, Text: Carl Johan Moqvist, Albert Bonnier, Stockholm, 1850 OCLC 936641669
- Döden fadder [Gevatter Tod], Märchenhaftes Lustspiel in 3 Akten mit Melodramen, Chören und Couplets, Text: August Blanche nach Carl Haffner, Albert Bonnier, Stockholm, 1850 OCLC 227523289
- I bohusländska skärgården [Auf Bohusläns Schären], Komödie in einem Akt mit Gesang, im Kleinen Theater in Stockholm aufgeführt, 1855 OCLC 936528375
- Du Nord, du mein hohes, mein felsiges Land für Singstimme und Klavier OCLC 726164989 (Digitalisat der Badischen Landesbibliothek Karlsruhe)
- Herde sång für Singstimme und Klavier, 1850 OCLC 9071341864 (Digitalisat beim IMSLP)
- Volkslied aus Gotland, Text: , gesungen von Jenny Lind (Digitalisat beim IMSLP)
- Nordische Volksweisen für Klavier, 1845 OCLC 254382880
- 220 schwedische Volkstänze, arrangiert für Klavier OCLC 939804660
- Engelbrechtsmarsch für Klavier, Text: August Blanche OCLC 1038613716